# Meningitis
Meningitis er en inflammation af hjerne- og rygmarvshinderne, meninges, ikke at forveksle med betændelse i selve hjernen som kaldes encephalitis (hjernebetændelse). Tilstanden skyldes oftest infektion af bakterier (fx meningokokker eller pneumokokker), virus (fx i forbindelse med fåresyge eller røde hunde), svampe (fx kryptokokker eller gærsvampen Candida) eller parasitter (fx afrikansk sovesyge), men også mekanisk eller kemisk påvirkning kan fremkalde meningitis. De klassiske symptomer er voldsom hovedpine, nakkestivhed, lysfølsomhed, feber, opkastninger og sløvhed; Et symptombillede, der kaldes meningelia.
Purulent meningitis, det vil sige meningitis fremkaldt af bakterier, har alvorligere følgeskader og en højere dødelighed end viral meningitis, men kan til gengæld forsøges behandlet med antibiotika. De tre hyppigste årsager til purulent meningitis er meningokokker (gramnegative bakterier af arten Neisseria meningitidis), pneumokokker (grampositive bakterier af arten Streptococcus pneumoniae) og den gramnegative Haemophilus influenzae type B (“HiB”), i nævnte rækkefølge. Af disse forekommer meningokokmeningitis overvejende hos børn og unge, og HiB-meningitis næsten udelukkende hos små- og spædbørn. Pneumokokmeningitis er den almindeligste årsag til meningitis hos voksne og ældre i Danmark, og oftest som følge af lungebetændelse eller mellemørebetændelse.